# Ezio Corlaita
Ezio Corlaita (Bologna, 25 oktober 1889 -  aldaar, 20 september 1967) was een Italiaans wielrenner. 
Corlaita was prof van 1909 tot 1922. De grootste overwinning van zijn carrière was die van Milaan-San Remo in 1915. De latere vedette Costante Girardengo kwam als eerste over de streep in die editie, maar werd gediskwalificeerd omdat hij het parcours niet volledig gevolgd zou hebben.

## Belangrijkste resultaten
1909
- 19e plaats Ronde van Italië

1910
- 4e plaats Ronde van Italië

1911
- 5de plaats Ronde van Italië + twee etappes (9 etappewinnaar Ancona-Sulmona en 12 etappewinnaar Napels-Rome)

1912
- 4e plaats Milaan-San Remo

1913
- 3e plaats Milaan-San Remo
- Winnaar Milaan-Modena
- 2e plaats Omloop van Milaan

1914
- Winnaar Ronde van Emilia

1915
- Winnaar Milaan-San Remo

1918
- 4e plaats Milaan-San Remo

1919
- 7e plaats Ronde van Italië 4e etappewinnaar Ferrara-Pescara

## Resultaten in voornaamste wedstrijden
| Jaar | Ronde van Italië | Ronde van Frankrijk | Ronde van Spanje |
| ---- | ---------------- | ------------------- | ---------------- |
| 1909 | 19e              | opgave              |                  |
| 1910 | 4e               |                     |                  |
| 1911 | 5e               |                     |                  |
| 1912 |                  |                     |                  |
| 1913 |                  |                     |                  |
| 1915 |                  |                     |                  |
| 1917 |                  |                     |                  |
| 1918 |                  |                     |                  |
| 1919 | 7e (1)           |                     |                  |

| Jaar | Milaan-San Remo | Ronde van Lombardije |
| ---- | --------------- | -------------------- |
| 1909 | 27e             |                      |
| 1910 |                 |                      |
| 1911 |                 | 22e                  |
| 1912 | 4e              |                      |
| 1913 | ↑               |                      |
| 1915 | ↑               |                      |
| 1917 | 7e              |                      |
| 1918 | 4e              |                      |
| 1919 |                 |                      |